# Phyllachora applanata
Phyllachora applanata är en svampart som beskrevs av Georg Winter 1887. Phyllachora applanata ingår i släktet Phyllachora och familjen Phyllachoraceae.   Inga underarter finns listade i Catalogue of Life.